# Route nationale 14C (Vietnam)
La route nationale 14C (vietnamien : Quốc lộ 14C, sigle QL.14C) est une route nationale au Viêt Nam.

## Parcours
La route part de Plei Can (intersection avec la route nationale 40), district de Ngoc Hoi, province de Kon Tum.
Elle rencontre la route nationale 19 dans la commune de Ia Nan, district de Đức Cơ, province de Gia Lai.
La route nationale 14C coïncide avec la route nationale 14 à Đắk Mil, dans la province de Dak Nong, et coïncide avec la route nationale 13 à Lộc Ninh, dans la province de Binh Phuoc.
La route nationale 14C traverse les localités suivantes : Đức Cơ, Chư Prông, Ea Súp, Buôn Đôn, Cư Jút, Đăk Mil, Đăk Song, Đắk Mil,Đắk Mil, Đức An, Bu Prăng, Tuy Đức, Province de Đắk Nông.